# انجیل جفرسون
زندگی و آموزه‌های عیسی ناصری (انگلیسی: The Life and Morals of Jesus of Nazareth) که به نام انجیل جفرسون مشهور شده یکی از دو اثر مذهبی است که توسط توماس جفرسون نوشته شده است. تامس جفرسون از بریدن بخش‌هایی از عهد جدید و کنار هم قرار دادن آن‌ها برای خود این انجیل را درست کرده بود تا آن‌چه را که آرای حقیقی مسیح می‌دانست در آن بگنجاند. قابل توجه است که در این خلاصهٔ انجیل، جفرسون از آوردن معجزات عیسی خودداری کرده و بیشتر اشارات انجیل به پدیده‌های فراطبیعی را هم حذف کرده‌است. به عنوان نمونه، بخش‌هایی از انجیل‌های چهارگانه که به رستاخیز مسیح یا الوهیت عیسی اشاره دارند در انجیل جفرسون جایی نیافته‌اند.

## نگارخانه

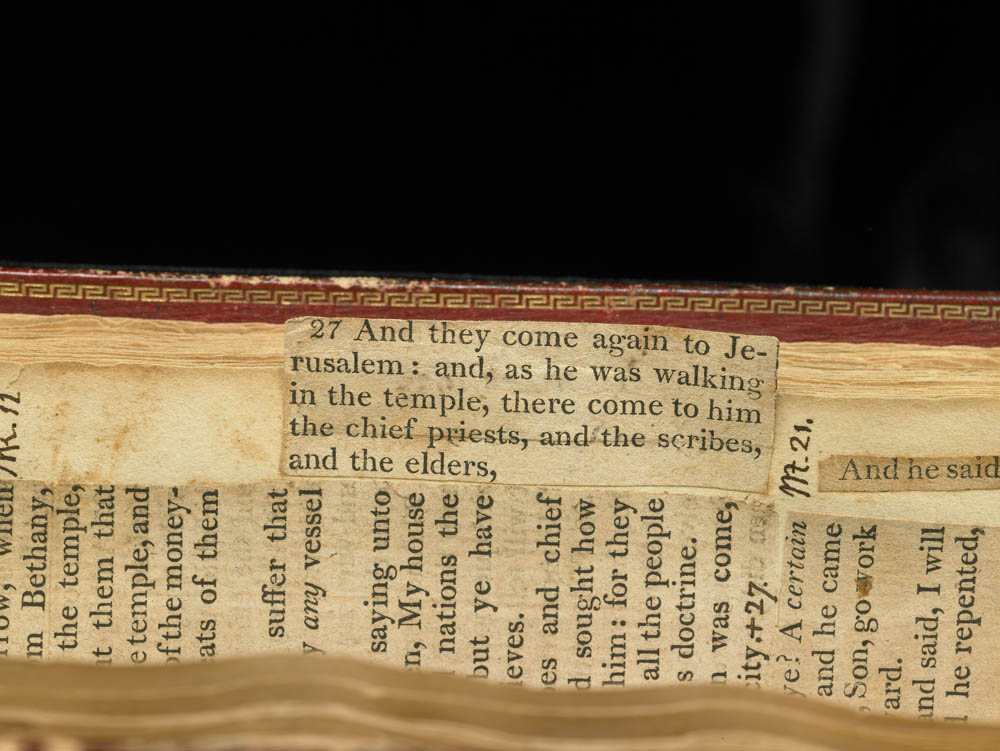
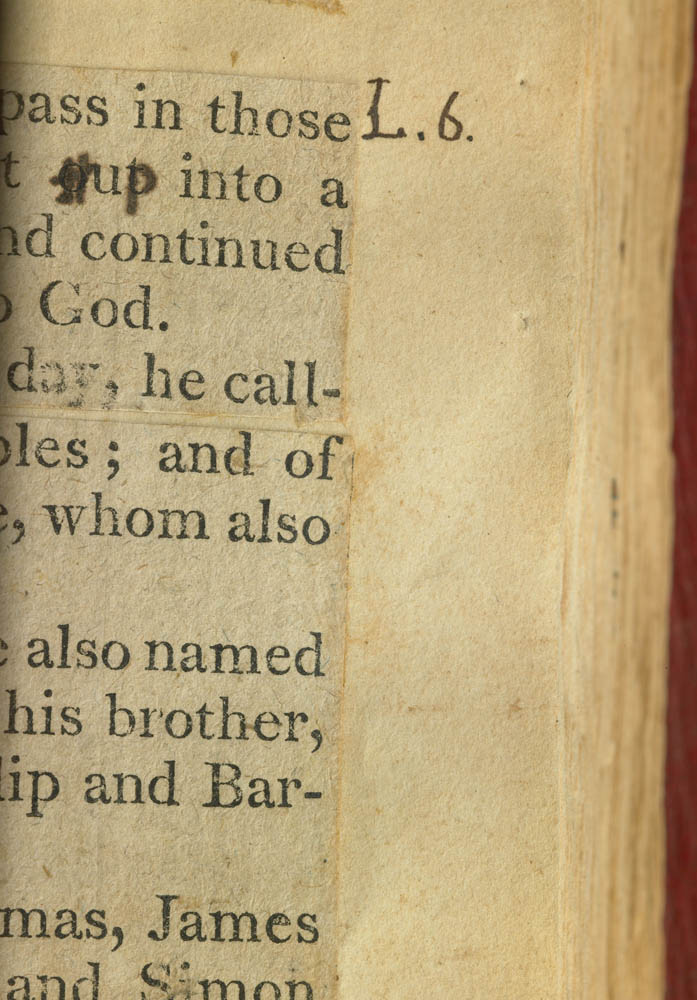
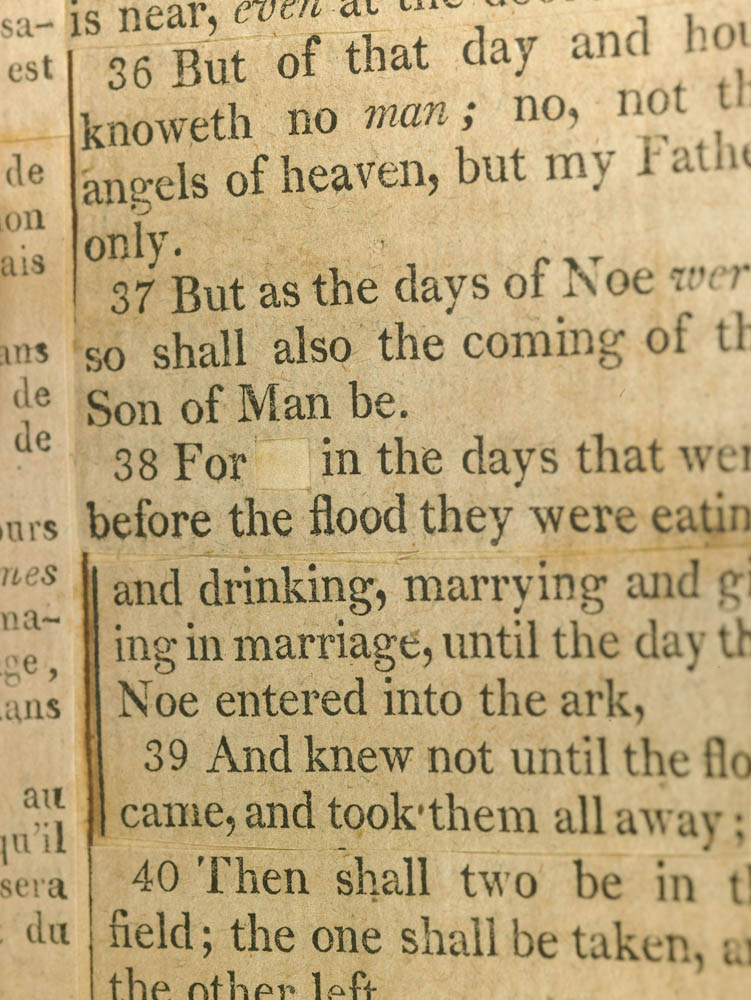
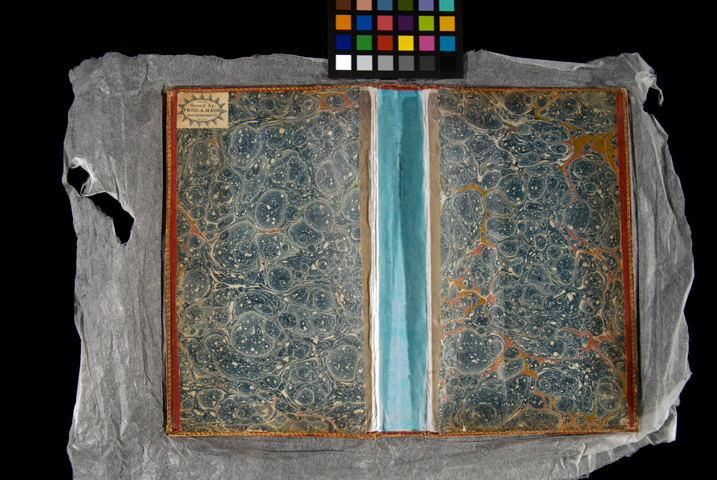